# Inspiration d'Ellen White

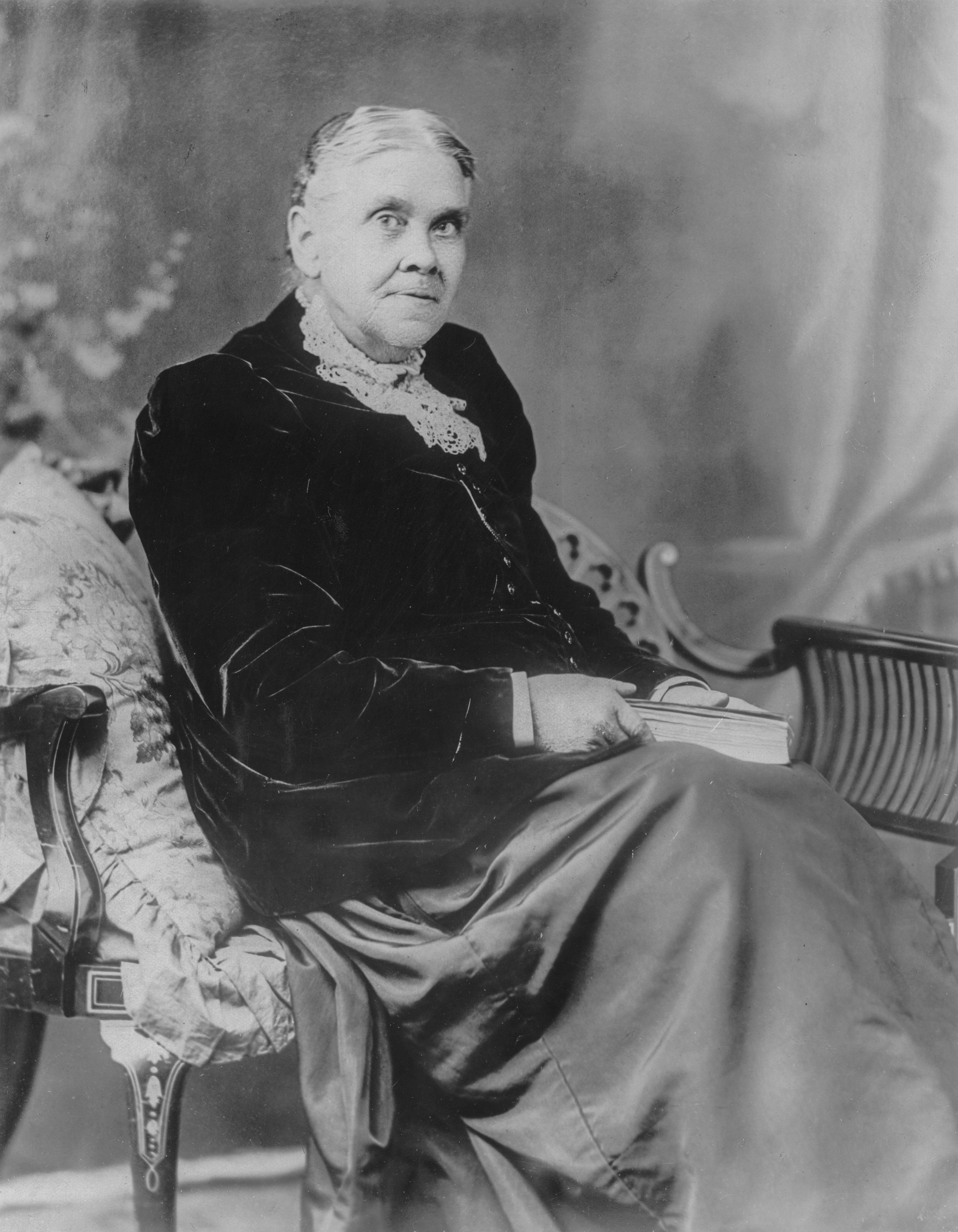
Ellen White en 1899

Les adventistes du septième jour attribuent le don de prophétie à Ellen White (1827-1915), tel qu'ils le décrivent dans les croyances officielles de l'Église adventiste du septième jour :

« La prophétie fait partie des dons du Saint-Esprit. Ce don est l´une des marques distinctives de l´Église du reste et s´est manifesté dans le ministère d´Ellen White. Les écrits de cette messagère du Seigneur sont une source constante de vérité qui fait autorité et procure à l´Église encouragement, directives, instructions et répréhension. Ils affirment que la Bible est le critère auquel il faut soumettre tout enseignement et toute expérience. (Joël 2.28,29 ; Actes 2.14-21 ; Hébreux 1.1-3 ; Apocalypse 12.17 ; 19.10) »

— Croyance fondamentale 18 : Le don de prophétie
Il est estimé, selon les adventistes, qu'Ellen White eut environ 2000 visions contenant des messages d'encouragement et d'avertissement, des conseils, des instructions et des enseignements pour le développement spirituel et la mission des adventistes du septième jour.

## Définition du don de prophétie

### But
Les adventistes du septième jour enseignent que Dieu communique sa connaissance et sa volonté par l'intermédiaire des prophètes, ses porte-paroles, qui sont les écrivains inspirés de la Bible. Pour eux, le but de la prophétie est d'instruire, d'encourager, de réconforter et d'affermir la foi des croyants. " L'objectif premier de la révélation de Dieu à l'humanité est de lui faire prendre connaissance du plan du salut. "

### Durée
Les adventistes enseignent que les dons du Saint-Esprit - dont le don de prophétie - n'ont pas cessé après l'époque des apôtres du Christ, même s'ils n'ont pas tous été toujours opérationnels à tout moment. Ils soulignent que les prophètes présentent leurs messages oralement ou par écrit mais que les messages inspirés par Dieu, oraux ou écrits, ne font pas tous partie du canon biblique. Certains prophètes n'ont pas laissé d'écrits (Hénoc, Abraham, Élie, Élisée ou Jean-Baptiste par exemple). Certains écrits inspirés n'ont pas été consignés dans la Bible (1 Chr. 29.29, 2 Chr.9.29, 12.15, 1 Cor. 5.9, Col.16).
Les adventistes enseignent que le don de prophétie se manifeste au temps de la fin (Joël 3.1) et qu'il est une caractéristique du "reste" - l'Église du temps de la fin - (Apocalypse 12.17), utile à son unité, sa mission de servir l'humanité, de prêcher l'évangile et d'annoncer le retour en gloire du Christ.

### Modes d'inspiration prophétique

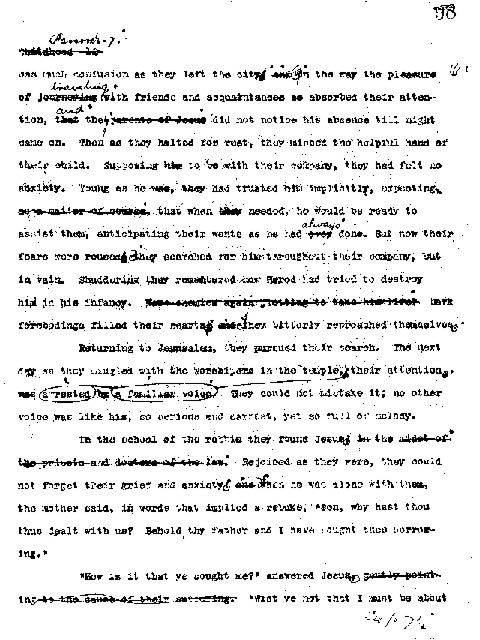
Manuscrit du livre Jésus-Christ d'Ellen White avec les corrections grammaticales d'un assistant littéraire

Les adventistes rejettent la conception verbaliste de la rédaction des écrits inspirés, voyant plutôt une combinaison de modes d'inspiration prophétique. Selon eux, les écrivains inspirés combinent plusieurs modes : les visions - parfois publiques - (Daniel 10.1-9), les rêves prophétiques durant la nuit (Daniel 2.1, 19), les auditions (Jérémie 1.4) et les recherches de sources orales ou écrites (Luc 1.1-2). Ils enseignent que les prophètes communiquaient leurs messages de diverses manières (orale, par lettre, par pantomime, etc.) et qu'ils utilisaient les services d'assistants littéraires - des scribes - pour rédiger leurs messages (Jérémie 36.1-4). Ils adhèrent au mode d' inspiration par la pensée, plutôt qu'au mode d' inspiration verbale (une dictée verbatim par Dieu), trop étriquée à leurs yeux. Ils pensent aussi que l'écrivain inspiré utilise ses propres mots pour transmettre les révélations qu'il reçoit.
" Ce sont les hommes, non les mots de la Bible, qui sont inspirés. L’inspiration agit, non sur les mots et les expressions, mais sur l’écrivain à qui le Saint-Esprit communique des pensées. "

### Terminologie
Les adventistes du septième jour se considèrent comme étant un mouvement prophétique, prédit dans Apocalypse 10 et suscité pour annoncer le retour du Christ. Ils identifient le mouvement de réveil millérite et le subséquent désappointement à l'expérience douce-aigre du petit livre ouvert (Apocalypse 10.11), et se sentent interpellés par l'ordre de la prophétie à l'annoncer au monde entier.
Dans ce contexte, les adventistes voient Ellen White comme une messagère, possédant le don de prophétie, afin de les guider dans la mission de présenter la beauté du caractère d'amour de Dieu. Ils utilisent le terme "l'esprit de prophétie" en référence au ministère prophétique d'Ellen White et le mot "témoignage" pour désigner un message oral ou écrit (par lettre par exemple) qu'elle destinait à un individu ou à une collectivité. Ces deux expressions sont tirées de la Bible (Apocalypse 19.10). Pour sa part, Ellen White n'a jamais revendiqué le titre de "prophète" pour elle-même, même si elle n'objecta pas à être appelée ainsi. Elle préféra se désigner comme "la messagère du Seigneur" :

« J’ai reçu l’instruction que je suis la messagère du Seigneur… Dans ma jeunesse, on m’a souvent demandé : Es-tu un prophète ? J’ai toujours répondu : je suis la messagère du Seigneur. Je sais que beaucoup de gens m’ont appelée prophétesse mais je ne revendique pas ce titre… Pourquoi je n’ai pas clamé être un prophète ? Parce qu’à cette époque-là, la plupart de ceux qui prétendaient être des prophètes étaient un opprobre pour la cause du Christ. C’est aussi parce ce que mon œuvre inclut bien plus que le mot prophète. »

Les adventistes soulignent qu'Ellen White fut une guide spirituelle, une revivaliste, une évangéliste, une réformatrice, une missionnaire et une écrivaine, dépassant le cadre habituel du ministère prophétique.

## Mode d'opération d'Ellen White

### La rédaction des écrits
Habituellement, Ellen White se levait de très bonne heure pour écrire, vers deux ou trois heures du matin. Quand elle avait reçu une vision ou un rêve prophétique nocturne, elle griffonnait immédiatement dans son journal ce qui lui avait été rapporté, sans toujours comprendre la signification de ce qu'elle écrivait.

« Je vois souvent des scènes que je ne comprends pas au départ. Après un certain temps, une autre présentation m’est montrée des choses que je ne comprenais pas. Alors leur signification devient claire et incontestable. »

### L'arrangement des écrits
Des assistants littéraires ont travaillé auprès d'Ellen White pour l'aider dans sa tâche - dans la rédaction des articles, des sermons, des livres et de son courrier abondant. Après le petit déjeuner, Ellen White leur confiait ce qu'elle avait écrit durant la nuit. Ils lisaient les manuscrits, corrigeaient les fautes d'écriture et de syntaxe, et tapaient le matériel à la machine à écrire (utilisant cette invention aussitôt qu'elle parut sur le marché). Puis le texte était soigneusement rangé dans un dossier, titré selon un thème. Une copie d'une lettre envoyée était aussi consignée dans un dossier.
Quand Ellen White avait besoin d'un article pour une revue, ou qu'elle prévoyait de publier un livre, sa secrétaire retirait des dossiers les manuscrits qui correspondaient au thème désiré. Ellen White sélectionnait ce qu'elle souhaitait. Le matériel était alors assemblé et organisé en chapitres, en sections et en paragraphes. Ellen White pouvait demander de rechercher des informations supplémentaires : des citations d'auteurs chrétiens et adventistes, des informations en histoire, en médecine, en éducation, etc. Elle sélectionnait elle-même ses sources pour retenir seulement ce qui s'harmonisait avec les instructions et les révélations qu'elle avait reçues. Les assistants littéraires tapaient le matériel mais ils n'étaient pas autorisés à ajouter aux manuscrits des pensées de leur cru. Ellen White le lisait et donnait son accord avant qu'il soit envoyé à l'imprimerie.

### La composition des écrits
Ellen White a explicitement indiqué que ses écrits contenaient des sources complémentaires aux visions, notamment en histoire et en théologie, sur la nutrition, la santé, l'éducation ou la vie familiale. Selon ses dires, elle recevait dans ses visions des instructions et des grands principes sur certains sujets - qu'elle devait nécessairement divulguer - mais elle était libre d'ajouter des éléments d'information qui étaient en harmonie avec ces révélations. Sa bibliothèque personnelle contenait 1100 ouvrages d'auteurs non adventistes. Dans ce lot de matériel, elle sélectionnait ce qu'elle ajoutait aux instructions.
Les adventistes du septième jour ne sont pas inerrantistes (l'absence absolue d'erreurs secondaires sans importance pour la foi) dans leur compréhension de la composition des écrits d'Ellen White. La préoccupation majeure d'Ellen White était l'intégrité de son message et l'absence d'erreur doctrinale, pas les petits détails historiques ou scientifiques, secondaires dans son esprit, sans importance pour le salut, qui n'affectaient pas l'essence même de sa pensée. Elle n'était pas une exégète, une historienne, une scientifique, un médecin ou une nutritionniste, et ne prétendit jamais être une autorité en la matière. Elle refusa systématiquement que ses écrits soient utilisés pour trancher ce genre de questions.
Ses assistants littéraires procédaient à l'identification et à la vérification des sources. Des théologiens, des historiens ou des scientifiques adventistes étaient parfois consultés pour des clarifications sur des détails. Mais dans l'esprit d'Ellen White, ces informations n'étaient pas l'essence de son message. Il lui arriva donc de remplacer des sources, des citations ou des expressions par de meilleures, non pour modifier le sens de son message mais pour mieux l'expliquer. En 1911, elle publia une édition révisée de La tragédie des siècles, avec une remise à jour des informations historiques.

## Inspiration d'Ellen White
Les adventistes du septième jour ont identifié quatre critères bibliques pour reconnaître un prophète. Ils ont soumis Ellen White à ces quatre tests.

« Les Écritures sont notre règle pour tester toutes choses, les visions [d’Ellen White] aussi bien que tout autre chose. Cette règle est de la plus haute autorité, la norme plus élevée que la chose qu’elle teste. Si la Bible montre que les visions ne sont pas en harmonie avec elle, la Bible demeurera mais les visions seront abandonnées. »

— George Butler, président de la Conférence Générale de l’Église adventiste du septième jour (1871-1874, 1880-1888) 

### Le test des enseignements bibliques
Les adventistes enseignent que les paroles d'un prophète s'accordent avec les enseignements de la Bible (Ésaïe 8.20). Selon eux, durant un ministère de 70 ans, Ellen White eut environ 2000 visions et rêves prophétiques. Durant les quarante premières années de son ministère, les visions furent parfois publiques. Mais après 1884 au plus tard, elle affirma qu'elle eut uniquement des rêves prophétiques durant la nuit. À ce moment-là, son ministère était bien établi et reconnu parmi les adventistes.
Son œuvre fut volumineuse. Elle écrivit 55 000 pages manuscrites, dont 5000 articles et 26 livres, auxquels s'ajoutent de nombreuses compilations. Ellen White n'a découvert aucune doctrine biblique par une vision. Ses visions confirmèrent ce que les adventistes recherchèrent et étudièrent dans la Bible. Le thème central de sa théologie exprima l'insurpassable amour de Dieu et ses efforts pour le salut de l'humanité. Elle a enseigné les doctrines de Sola Scriptura, la Trinité, la création, la grande controverse cosmique entre Christ et Satan, le salut par la grâce, la liberté de l'homme, la permanence de la loi morale (les dix commandements), le sabbat, le jugement, l'absence d'enfer et le retour du Christ.
Ellen White a soutenu le message de la justification par la foi présenté par Ellet Waggoner et Alonzo Jones en 1888. Elle a aussi combattu des hérésies comme le mouvement de la chair sanctifiée (en 1898-1901) et l’enseignement panthéiste de Dr John Kellogg (1903). Selon les adventistes, ses enseignements étaient bibliques.

### Le test de confession de la divinité du Christ
Les adventistes enseignent qu'un prophète doit reconnaître l'incarnation et la divinité du Christ (1 Jean 4.2). Selon eux, Ellen White répond à ce critère car elle était passionnée par la vie et les enseignements du Christ, dont elle a consacré plusieurs ouvrages : Une vie meilleure (1896), Jésus-Christ (1898) et Paraboles (1900). Sa biographie sur Jésus, Jésus-Christ, est reconnue comme son plus grand chef-d'œuvre littéraire et l'expression la plus complète de sa théologie. Sa compréhension de la préexistence, de l'incarnation, de la divinité et du ministère du Christ est détaillée et très documentée.

### Le test des fruits de la vie du prophète
Les adventistes enseignent que la vie d'un prophète ne doit pas contredire les enseignements de la Bible (Matthieu 7.20). Sa vie doit produire de bons fruits. Ils affirment que les bons fruits du prophète ne signifient pas cependant qu'il possède l'infaillibilité (sans erreurs de jugement ou de connaissance) et la perfection morale.
Les témoignages des contemporains d'Ellen White l'ont décrit comme une chrétienne sincère, pieuse et équilibrée. Mais elle ne prétendit jamais être infaillible et parfaite. Par exemple, au début de son ministère, elle souhaita de nombreuses fois mourir plutôt que d'accomplir sa mission, et tenta d'adoucir les messages qui lui étaient communiqués. Elle eut parfois des différends avec son mari, James White. Elle jongla difficilement avec ses responsabilités de mère et de femme d'église. Elle fut parfois complètement découragée ou stressée par ses nombreux voyages. D'autre part, elle ne prétendit jamais, qu'en dehors des messages des visions rapportés oralement ou par écrit, ou de ses publications, que toutes ses déclarations - telles que ses conversations privées par exemple - étaient inspirées par Dieu.
Au moment du décès d'Ellen White en 1915, il y avait environ 100 000 adventistes baptisés, 34 sanitariums, 70 écoles secondaires et universitaires et 510 écoles élémentaires à travers le monde. Elle avait écrit 26 livres - dont Prophètes et Rois, qui sera publié après sa mort - traduits en 36 langues. Selon les adventistes, ces réalisations montrent l'authenticité de son expérience chrétienne. Elles sont perçues comme les premiers fruits de son ministère.

### Le test de l'accomplissement des prophéties
Les adventistes enseignent que les prédictions ne sont qu'un aspect de l'œuvre d'un prophète (Jérémie 28.9). Ils les rangent dans deux catégories : la prophétie inconditionnelle (les prophéties apocalyptiques) et la prophétie conditionnelle, qui peut ne pas se réaliser si les gens se repentent.
Pour l'essentiel, l'œuvre d'Ellen White consista à exalter le Christ, à orienter les gens vers l'étude de la Bible et à guider une Église naissante. Ses prédictions sont relativement peu nombreuses. Pour la plupart, elles se rapportent aux derniers évènements de l'histoire du monde, liées aux prophéties apocalyptiques de Daniel et de l'Apocalypse, précédant le retour du Christ. Ellen White a annoncé le déclin des valeurs morales, des conflits armés extrêmement meurtriers, l'accroissement des famines et des pandémies, la percée du spiritisme au sein du christianisme, la promulgation d'une loi religieuse démarrant aux États-Unis, un temps de détresse (Daniel 12.1), culminant par le retour du Christ. Les théologiens adventistes considèrent que certaines prophéties d'Ellen White se sont déjà réalisées et que d'autres, encore à venir, sont en cours de réalisation.

## Relation entre la Bible et les écrits d'Ellen White
Ellen White a clairement indiqué que le but de ses écrits était d'exalter Jésus-Christ et de conduire les gens à l'étude de la Bible, parole inspirée infaillible de Dieu, la seule règle de foi et de conduite. Elle a appelé ses écrits "la petite lumière" qui dirige vers la Bible, "la grande lumière".
En 1982, l’Institut de Recherche biblique de l’Église adventiste du septième jour publia une liste de dix affirmations et de dix démentis sur les écrits d’Ellen White, apportant des clarifications sur l'inspiration, l'autorité et le rôle exact de son ministère. Ces déclarations affirment que la Bible est "la fondation de foi et l’autorité finale en toutes matières de doctrine et de pratique" et que les écrits d'Ellen White "sont applicables et font autorité pour les adventistes du septième jour en particulier". Ses écrits ne sont pas considérés comme une condition d'appartenance à l'Église adventiste, ni comme une autorité pour les non adventistes. Mais ils contribuent à forger l'unité, l'identité et l'orientation spirituelle, prophétique et missionnaire des adventistes du septième jour.